# Торопцева Євгенія Олексіївна
Євгенія Олексіївна Торопцева (нар. 31 січня 2010, Київ) — українська шахістка, чемпіонка України із шахів серед жінок 2024 року.
Її рейтинг станом на березень 2025 року — 2116 (23-тє — серед шахісток України, 6-те в Україні серед дівчат до 20 років).

## Біографія
Євгенія Торопцева навчається в технічному ліцеї Дніпровського району міста Києва, займається в «Шахова школа» під наставництвом Дмитра Семенова.
У грудні 2024 року Євгенія Торопцева стала переможницею 83-го чемпіонату України із шахів серед жінок, випередивши на фініші турніру за додатковими показниками Анастасію Рахмангулову та Анастасію Гнатишин (в усіх по 7 очок). Євгенія стала другою наймолодшою чемпіонкою в історії першостей України, здобувши титул у 14 років, 10 місяців і 22 дні. Молодшою на момент перемоги була лише Анна Музичук, яка виграла чемпіонат у 2003 році у віці 13 років, 8 місяців і 11 днів.
У травні 2025 року з результатом 8 із 9 очок (+7=2–0) вона здобула перемогу в чемпіонаті України серед дівчат до 18 років, що відбувся у Хмельницькому.

## Досягнення
- Чемпіонка України із шахів серед жінок 2024 року[4].
- Чемпіонка України серед дівчат до 18 років.

## Результати виступів у чемпіонатах України
| Рік  | Місто | Турнір                 | + | − | = | Результат | Місце |
| ---- | ----- | ---------------------- | - | - | - | --------- | ----- |
| 2024 | Львів | 83-й чемпіонат України | 6 | 1 | 2 | 7 з 9     | Gold  |